# Robert M
Robert M, niegdyś znany również jako Electro One, właściwie Robert Mączyński (ur. 22 marca 1982 w Krakowie) – polski DJ, producent muzyczny oraz wokalista, członek zespołów 3R, Monopol (2006–2011), Gang Albanii (2014-2017). W listopadzie 2016 roku wydał album pod pseudonimem Franko. To pierwsza produkcja, na której udziela się również wokalnie.
Trzykrotny laureat Viva Comet Awards i dwukrotny zdobywca Eska Music Awards. Jest pierwszym Polakiem, który kilkakrotnie dostał się na niemiecką listę Deutsche Club Charts.

## Kontrowersje
Budzi spore kontrowersje przez swoje zachowanie na występach. W 2011 falę krytyki wywołało wydarzenia na koncercie w Warszawie, na którym publicznie znieważył DJ Adamusa i podżegał do nienawiści w jego stronę po tym, gdy DJ Adamus otwarcie skierował słowa krytyki w stronę Mączyńskiego. Kontrowersje wzbudził również jego występ w Krakowie podczas miejskiej imprezy sylwestrowej, kiedy jego set nie był tworzony na żywo, a był już przygotowany wcześniej. Przed tymże występem znieważył też pracownika ochrony wulgarnym wyrażeniem. Często krytykowany jest za wulgaryzmy w przemówieniach do publiczności wymawiane podczas występów oraz za swoje nie do końca przyzwoite zachowanie. Często na koncertach zdarzają mu się problemy z używaniem sprzętu DJ-skiego, w jego ocenie winę za niewłaściwy sprzęt ponoszą organizatorzy. Podczas występu w Lubinie, po krytyce organizatorów, ci wyłączyli mu mikrofon. Podobna sytuacja miała miejsce w Gdańsku podczas 4Fun Festiwal 2011. Zarzuca mu się również granie utworów na występach w wersjach radiowych, przekłamania w swoim życiorysie oraz brak własnej twórczości, a także za wulgaryzmy w udzielanych wywiadach.
W czerwcu 2016 w programie Łukasza Jakóbiaka 20m2 raper Popek oraz producent muzyczny P.A.F.F. zasugerowali, że Robert M korzysta z usług innych producentów. Zapytany o tzw. ghost producentów, P.A.F.F. powiedział: (...) ludzie chcą osiągnąć sukces, przez co zatrudniają, którzy są lepsi w produkcji od nich albo w ogóle nie umieją produkować, a Popek za przykład podał Alibabę, określając go później „beztalenciem”. Dwa lata wcześniej podobne oskarżenia wysnuł raper Tede, który zapytany o to, czy pojawi się na hip-hopowej płycie Roberta M, odpowiedział, że „go nie zna, ale poznał kiedyś jego producenta”.

## Dyskografia
Albumy
| Rok                        | Dane dot. albumu                                                                                              | Pozycja na liście | Certyfikat             |
| Rok                        | Dane dot. albumu                                                                                              | POL               | Certyfikat             |
| -------------------------- | --- | ----------------- | ---------------------- |
| 2009                       | Taxi - Data: 29 czerwca 2009 - Wydawca: Sony Music                                                            | –                 |                        |
| 2009                       | Feeling for U - Data: 2 października 2009 - Wydawca: Proton Music                                             | –                 |                        |
| 2010                       | Gold - Data: 25 października 2010 - Wydawca: My Music                                                         | 39                | - POL: platynowa płyta |
| 2011                       | It's a Show (oraz DJ Remo) - Data: 15 marca 2011 - Wydawca: EMI Music Poland                                  | 49                |                        |
| 2011                       | One Love - Data: 25 października 2011 - Wydawca: My Music                                                     | 25                |                        |
| 2013                       | 2013 - Data: 11 czerwca 2013 - Wydawca: Magic Records                                                         | –                 |                        |
| 2014                       | Bal maturalny (jako Rozbójnik Alibaba; oraz Jan Borysewicz) - Data: 14 listopada 2014 - Wydawca: Step Records | 4                 | - POL: platynowa płyta |
| 2016                       | Smutne dzieci (jako Franko) - Data: 25 listopada 2016 - Wydawca: Universal Music Polska                       | 15                |                        |
| 2018                       | Panaceum - Data: 1 lipca 2018 - Wydawca: My Music Group                                                       | –                 |                        |
| „–” album nie był notowany | |                   |                        |

Minialbumy
| Rok  | Dane dot. albumu                                                       |
| ---- | ---------------------------------------------------------------------- |
| 2005 | Rospierdol po krakowsku EP - Data: 2005 - Wydawca: Stomp Recordings    |
| 2006 | Porno House EP - Data: 10 października 2006 - Wydawca: Lektrik Records |
| 2007 | Lollipop EP - Data: 26 lutego 2007 - Wydawca: Catwalk                  |

### Single
| Rok                          | Tytuł                                                                      | Pozycja na liście | Pozycja na liście | Pozycja na liście | Pozycja na liście | Pozycja na liście | Pozycja na liście | Album         |
| Rok                          | Tytuł                                                                      | POL               | POL Dance         | Eska              | SLiP              | RMF Maxxx         | RB                | Album         |
| ---------------------------- | -------------------------------------------------------------------------- | ----------------- | ----------------- | ----------------- | ----------------- | ----------------- | ----------------- | ------------- |
| 2006                         | „Café De Paris”                                                            | –                 | –                 | –                 | –                 | –                 | –                 | –             |
| 2007                         | „Yoshi”                                                                    | –                 | –                 | –                 | –                 | –                 | –                 | –             |
| 2007                         | „Eivissa”                                                                  | –                 | –                 | –                 | –                 | –                 | –                 | –             |
| 2007                         | „Compressor”                                                               | –                 | –                 | –                 | –                 | –                 | –                 | –             |
| 2007                         | „Coco Shady”                                                               | –                 | –                 | –                 | –                 | –                 | –                 | –             |
| 2007                         | „Muzak”                                                                    | –                 | –                 | –                 | –                 | –                 | –                 | Feeling for U |
| 2008                         | „Arlanda”                                                                  | –                 | –                 | –                 | –                 | –                 | –                 | –             |
| 2008                         | „Hetal”                                                                    | –                 | –                 | –                 | –                 | –                 | –                 | –             |
| 2008                         | „Barcelona”                                                                | –                 | –                 | –                 | –                 | –                 | –                 | –             |
| 2008                         | „Can’t Slow Down” (gościnnie: Nicco)                                       | –                 | –                 | –                 | –                 | –                 | –                 | –             |
| 2008                         | „I Love House”                                                             | –                 | –                 | –                 | –                 | –                 | –                 | –             |
| 2008                         | „I Love Tokyo” (gościnnie: Stephen Pickup)                                 | –                 | –                 | –                 | –                 | –                 | –                 | –             |
| 2009                         | „Latino” (oraz Barillo)                                                    | –                 | –                 | –                 | –                 | –                 | –                 | Taxi          |
| 2009                         | „New Feeling”                                                              | –                 | –                 | –                 | –                 | –                 | –                 | Taxi          |
| 2009                         | „Samanta”                                                                  | –                 | –                 | –                 | –                 | –                 | –                 | –             |
| 2009                         | „Bird” (oraz Viktor Fox)                                                   | –                 | –                 | –                 | –                 | –                 | –                 | –             |
| 2009                         | „Rio” (oraz Viktor Fox)                                                    | –                 | –                 | –                 | –                 | –                 | –                 | Gold          |
| 2010                         | „Dance Hall Track” (gościnnie: Nicco)                                      | –                 | 29                | 19                | –                 | 10                | –                 | Gold          |
| 2010                         | „All Day All Night”                                                        | –                 | 24                | 20                | –                 | 5                 | –                 | Gold          |
| 2010                         | „Free” (oraz Dirty Rush)                                                   | –                 | –                 | –                 | –                 | 3                 | –                 | –             |
| 2010                         | „Room 445” (oraz Falko Richtberg, Chico Chiquita; gościnnie: Hoffman)      | –                 | –                 | –                 | –                 | –                 | –                 | –             |
| 2010                         | „Start Again” (oraz Bio Punk)                                              | –                 | –                 | –                 | –                 | 2                 | –                 | Gold          |
| 2011                         | „Super Bomb” (oraz Dirty Rush)                                             | –                 | 20                | 1                 | –                 | 1                 | –                 | Gold          |
| 2011                         | „Heart of You” (oraz Dirty Rush)                                           | –                 | –                 | 5                 | –                 | 2                 | –                 | One Love      |
| 2011                         | „Just Little Bit”                                                          | –                 | 30                | 14                | –                 | 1                 | –                 | One Love      |
| 2012                         | „Kiss the Sky” (gościnnie: Jai Matt)                                       | –                 | –                 | 9                 | –                 | –                 | –                 | –             |
| 2012                         | „For Love” (gościnnie: Akil Wingate)                                       | –                 | –                 | –                 | –                 | –                 | –                 | –             |
| 2013                         | „Children of Midnight” (oraz Matheo)                                       | 2                 | 43                | 7                 | –                 | 16                | –                 | 2013          |
| 2013                         | „W sieci” (jako Rozbójnik Alibaba; gościnnie: Pono, Kazan, Laura)          | –                 | –                 | –                 | 21                | 2                 | 9                 | Bal maturalny |
| 2013                         | „Magnes” (jako Rozbójnik Alibaba; gościnnie: Borixon)                      | –                 | –                 | –                 | 48                | –                 | –                 | Bal maturalny |
| 2013                         | „Famous” (oraz Matheo; gościnnie: Akon, Tony T, Desa)                      | 2                 | –                 | 5                 | –                 | –                 | –                 | –             |
| 2014                         | „That Body” (oraz Jan Borysewicz)                                          | –                 | –                 | –                 | –                 | –                 | –                 | –             |
| 2014                         | „Uciec stąd” (jako Rozbójnik Alibaba i Jan Borysewicz; gościnnie: Sobota)  | –                 | –                 | –                 | –                 | –                 | –                 | Bal maturalny |
| 2014                         | „Zbyt wiele” (jako Rozbójnik Alibaba; gościnnie: VNM i Krzysztof Cugowski) | –                 | –                 | –                 | –                 | –                 | –                 | Bal maturalny |
| 2014                         | „Proch i pył” (jako Rozbójnik Alibaba; gościnnie: Diox)                    | –                 | –                 | –                 | –                 | –                 | –                 | Bal maturalny |
| 2018                         | „Don’t Let Me Down”                                                        | –                 | 30                | –                 | –                 | –                 | –                 | Panaceum      |
| 2018                         | „Follow You”                                                               | –                 | –                 | –                 | 37                | –                 | –                 | Panaceum      |
| 2018                         | „Summer”                                                                   | –                 | –                 | –                 | 43                | –                 | –                 | Panaceum      |
| „–” singel nie był notowany. |                                                                            |                   |                   |                   |                   |                   |                   |               |

Inne
| Rok  | Album                                    | Uwagi                                                                         | Źródło |
| ---- | ---------------------------------------- | ----------------------------------------------------------------------------- | ------ |
| 2006 | Trummerflora – Rubble 2 (kompilacja)     | „A Remixed Offing of Interconnectedness”                                      | [ 64 ] |
| 2006 | Yes I Can Fly – Oliver Koletzki          | „Yes I Can Fly” (Robert M Remix)                                              | [ 65 ] |
| 2007 | 13 – Junior & Dee                        | „13” (Robert M Mix)                                                           | [ 66 ] |
| 2007 | We Are Punks 2 (kompilacja)              | „Elektro Tape”                                                                | [ 67 ] |
| 2007 | Viena Calling – Eddie Romano             | „Viena Calling” (Robert M Remix)                                              | [ 68 ] |
| 2008 | W aucie – TPWC                           | muzyka                                                                        | [ 69 ] |
| 2008 | Roxcity (The Remixes) – Sharam Jey       | „Roxcity” (Robert M Remix)                                                    | [ 70 ] |
| 2008 | Dance 2008 – LeisureGroove               | „Dance 2008” (Robert M Remix)                                                 | [ 71 ] |
| 2009 | Krak 2 – Bosski Roman, Piero             | „Jestem tam” (gościnnie: Robert M.) „Jestem tam” (RMX) (gościnnie: Robert M.) | [ 72 ] |
| 2010 | Miami Killer Beats 2010.03 (kompilacja)  | „Start Again (Christian Davies Remix)” (oraz Bio-Punk)                        | [ 73 ] |
| 2010 | New! Spring 2010 (kompilacja)            | „Dance Hall Track” (gościnnie: Nicco)                                         | [ 74 ] |
| 2010 | Ibiza 2010 – The Opening (kompilacja)    | „Start Again (Christian Davies Vocal Remix)” (oraz Bio Punk)                  | [ 75 ] |
| 2010 | Popcorn Pop-Hits Vol.1 (kompilacja)      | „Dance Hall Track” (gościnnie: Nicco)                                         | [ 76 ] |
| 2010 | Party Eska (kompilacja)                  | „Dance Hall Track” (gościnnie: Nicco)                                         | [ 77 ] |
| 2010 | CD Pool Pop 125 (kompilacja)             | „Super Bomb (Radio Mix)” (oraz Dirty Rush)                                    | [ 78 ] |
| 2010 | Damn! 28 (kompilacja)                    | „Dance Hall Track” (gościnnie: Nicco)                                         | [ 79 ] |
| 2010 | Popcorn Pop-Hits Vol.2 (kompilacja)      | „Super Bomb” (oraz Dirty Rush)                                                | [ 80 ] |
| 2016 | Rap najlepszej marki vol. 2 (kompilacja) | „Braci się nie traci” (oraz Popek, Kali) „Byłaś serca biciem” (oraz Bezczel)  | [ 81 ] |

## Teledyski
| Rok  | Tytuł                                                                             | Reżyseria/Realizacja | Album                                | Źródło  |
| ---- | --------------------------------------------------------------------------------- | -------------------- | ------------------------------------ | ------- |
| 2009 | „Latino” (oraz Barillo)                                                           | –                    | Taxi                                 | [ 82 ]  |
| 2009 | „Free” (oraz Dirty Rush)                                                          | Grupa 13             | Taxi                                 | [ 83 ]  |
| 2010 | „Start Again” (oraz Bio Punk)                                                     | –                    | Taxi                                 | [ 84 ]  |
| 2010 | „Super Bomb” (oraz Dirty Rush)                                                    | Grupa 13             | Gold                                 | [ 85 ]  |
| 2010 | „Dance Hall Track” (gościnnie: Nicco)                                             | Dwaem Media Group    | Gold                                 | [ 86 ]  |
| 2010 | „All Day All Night”                                                               | Dwaem Media Group    | Gold                                 | [ 87 ]  |
| 2011 | „For Love” (gościnnie: Akil Wingate)                                              | –                    | Gold                                 | [ 88 ]  |
| 2011 | „Just Little Bit”                                                                 | Tomek Kępiński       | One Love                             | [ 89 ]  |
| 2012 | „Heart of You” (oraz Dirty Rush)                                                  | Paweł Grabowski      | One Love                             | [ 90 ]  |
| 2012 | „Kiss the Sky” (gościnnie: Jai Matt)                                              | –                    | –                                    | [ 91 ]  |
| 2013 | „Children of Midnight” (oraz Matheo, gościnnie: Tommy La Verdi)                   | –                    | 2013                                 | [ 92 ]  |
| 2013 | „Famous” (oraz Matheo; gościnnie: Akon, Tony T, Desa)                             | –                    | –                                    | [ 93 ]  |
| 2013 | „W sieci” (jako Rozbójnik Alibaba; Pono, Kazan, Laura)                            | R5 Films             | Bal maturalny                        | [ 94 ]  |
| 2013 | „Magnes” (jako Rozbójnik Alibaba; gościnnie: Borixon)                             | R5 Films             | Bal maturalny                        | [ 95 ]  |
| 2013 | „Dożylnie” (jako Rozbójnik Alibaba i Jan Borysewicz; gościnnie: Onar)             | R5 Films             | Bal maturalny                        | [ 96 ]  |
| 2014 | „That Body” (oraz Jan Borysewicz)                                                 | –                    | –                                    | [ 97 ]  |
| 2014 | „Uciec stąd” (jako Rozbójnik Alibaba i Jan Borysewicz; gościnnie: Sobota)         | 9 Liter Filmy        | Bal maturalny                        | [ 98 ]  |
| 2014 | „Zbyt wiele” (jako Rozbójnik Alibaba; gościnnie: VNM i Krzysztof Cugowski)        | Toczy Videos         | Bal maturalny                        | [ 99 ]  |
| 2014 | „Zakazany owoc” (jako Rozbójnik Alibaba i Jan Borysewicz; gościnnie: Bezczel)     | Evil Eye Studio      | Bal maturalny                        | [ 100 ] |
| 2014 | „Dzisiaj mamy siłę” (jako Rozbójnik Alibaba i Jan Borysewicz; gościnnie: Paluch)  | Evil Eye Studio      | Bal maturalny                        | [ 101 ] |
| 2014 | „Młodość” (jako Rozbójnik Alibaba i Jan Borysewicz; gościnnie: Pih i Paweł Kukiz) | 9Liter Filmy         | Bal maturalny                        | [ 102 ] |
| 2014 | „Zosia” (jako Rozbójnik Alibaba; gościnnie: Chada, Kroolik Underwood)             | Evil Eye Studio      | Bal maturalny                        | [ 103 ] |
| Inne |                                                                                   |                      |                                      |         |
| 2015 | „Byłaś serca biciem” – Rozbójnik Alibaba, Bezczel                                 | Evil Eye Studio      | Step Records: rap najlepszej marki 2 | [ 104 ] |
| 2015 | „Braci się nie traci” – Popek, Kali, Rozbójnik Alibaba                            | Sensi&               | Step Records: rap najlepszej marki 2 | [ 105 ] |

## Nagrody i wyróżnienia
| Rok  | Kategoria               | Nagroda           | Uwagi     |
| ---- | ----------------------- | ----------------- | --------- |
| 2010 | Artysta roku            | Eska Music Awards | Laur      |
| 2011 | Artysta roku            | VIVA Comet Awards | Laur      |
| 2011 | Charts Awards           | VIVA Comet Awards | Nominacja |
| 2011 | Debiut roku             | VIVA Comet Awards | Laur      |
| 2011 | Dzwonek roku            | VIVA Comet Awards | Laur      |
| 2011 | Płyta roku              | VIVA Comet Awards | Nominacja |
| 2011 | Najlepsze na viva-tv.pl | VIVA Comet Awards | Nominacja |
| 2012 | Artysta roku            | Eska Music Awards | Laur      |
| 2013 | Artysta roku            | Eska Music Awards | Nominacja |

## Filmografia
| Rok  | Tytuł      | Uwagi                                         | Źródło  |
| ---- | ---------- | --------------------------------------------- | ------- |
| 2012 | „One Love” | film dokumentalny, reżyseria: Paweł Grabowski | [ 108 ] |